# 1762
Het jaar 1762 is het 62e jaar in de 18e eeuw volgens de christelijke jaartelling.

## Gebeurtenissen
mei
- 5 - De nieuwe Russische tsaar Peter III sluit vrede met Pruisen.
- 22 - Zweden sluit vrede met Pruisen. In het verdrag van Hamburg wordt de grens tussen beide landen in Pommeren teruggebracht tot die van 1720.

juli
- 9 - Peter III, sinds zeven maanden keizer van Rusland, wordt afgezet in een paleisrevolutie. Zijn gemalin Catharina II volgt hem op. Negen dagen later wordt Peter in het paleis vermoord.

augustus
- 6 - Het Parlement van Parijs verbiedt en ontbindt de orde van de Jezuïeten als "schadelijk en gevaarlijk voor staat en kerk".
- 6 - In de vroege morgen krijgt John Montagu, de 4e graaf van Sandwich, die al de hele nacht heeft doorgekaart, van zijn bediende wat sneetjes brood met vlees gebracht om het spel niet te hoeven onderbreken. De schuin doorgesneden sneetjes worden snel populair onder de naam sandwich.

september
- 19 - Vrede met de Saramaccaners in Suriname.
- 22 (OT) - In de Domkerk van Moskou wordt Catharina II gekroond tot tsarina van Rusland.

oktober
- 5 - De opera Orfeo ed Euridice van Christoph Willibald Gluck wordt voor het eerst opgevoerd in Wenen.

zonder datum
- Jean-Jacques Rousseau ontwikkelt in "Du Contrat Social ou Principes du droit Politique" de leer van de 'volkssoevereiniteit'. Hij gaat in ballingschap nadat het Parlement van Parijs de beul bevolen heeft zijn boek Emile te verbranden.
- Spanje verovert de Franse bezittingen in Amerika, waaronder Louisiana.

## Muziek
- Franz Ignaz Beck publiceert te Parijs zijn 6 symfonieën, Opus 3
- Pietro Locatelli componeert 6 concerti grossi, Opus 9
- Pieter van Maldere componeert Sei sinfonie a più stromenti
- Joseph Haydn componeert zijn Symfonieën nr. 3, 4 en 5
- Antoine Dauvergne componeert het ballet Alphée et Aréthuse
- Carl Friedrich Abel componeert 6 triosonates, Opus 3, 6 Sinfonias, Opus 4 en 6 sonates voor klavecimbel, viool en cello, Opus 5
- Georg Christoph Wagenseil componeert de opera Prometeo assoluto

## Bouwkunst

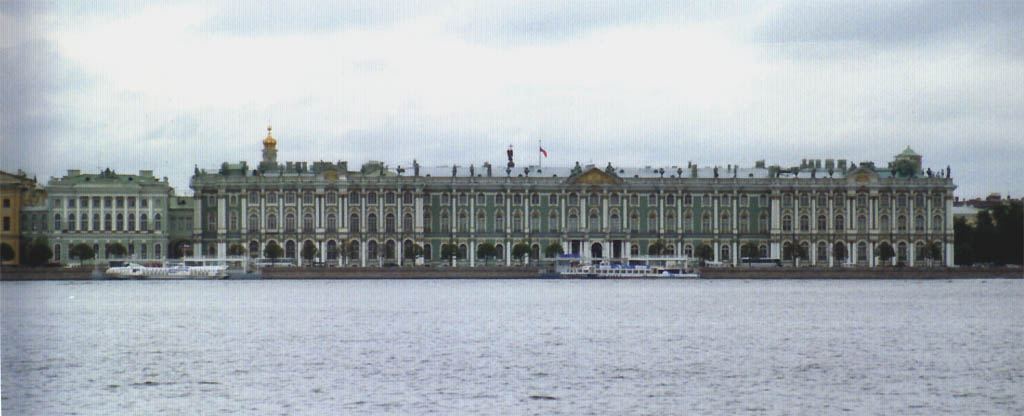
Hermitage St-Petersburg (Bartolomeo Rastrelli, gereed 1762)
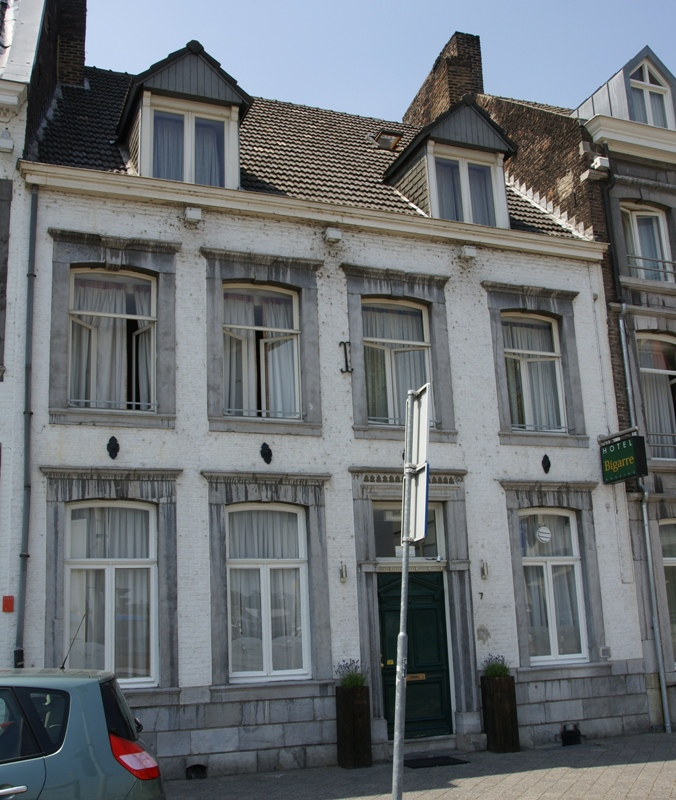
Woonhuis, Maastricht
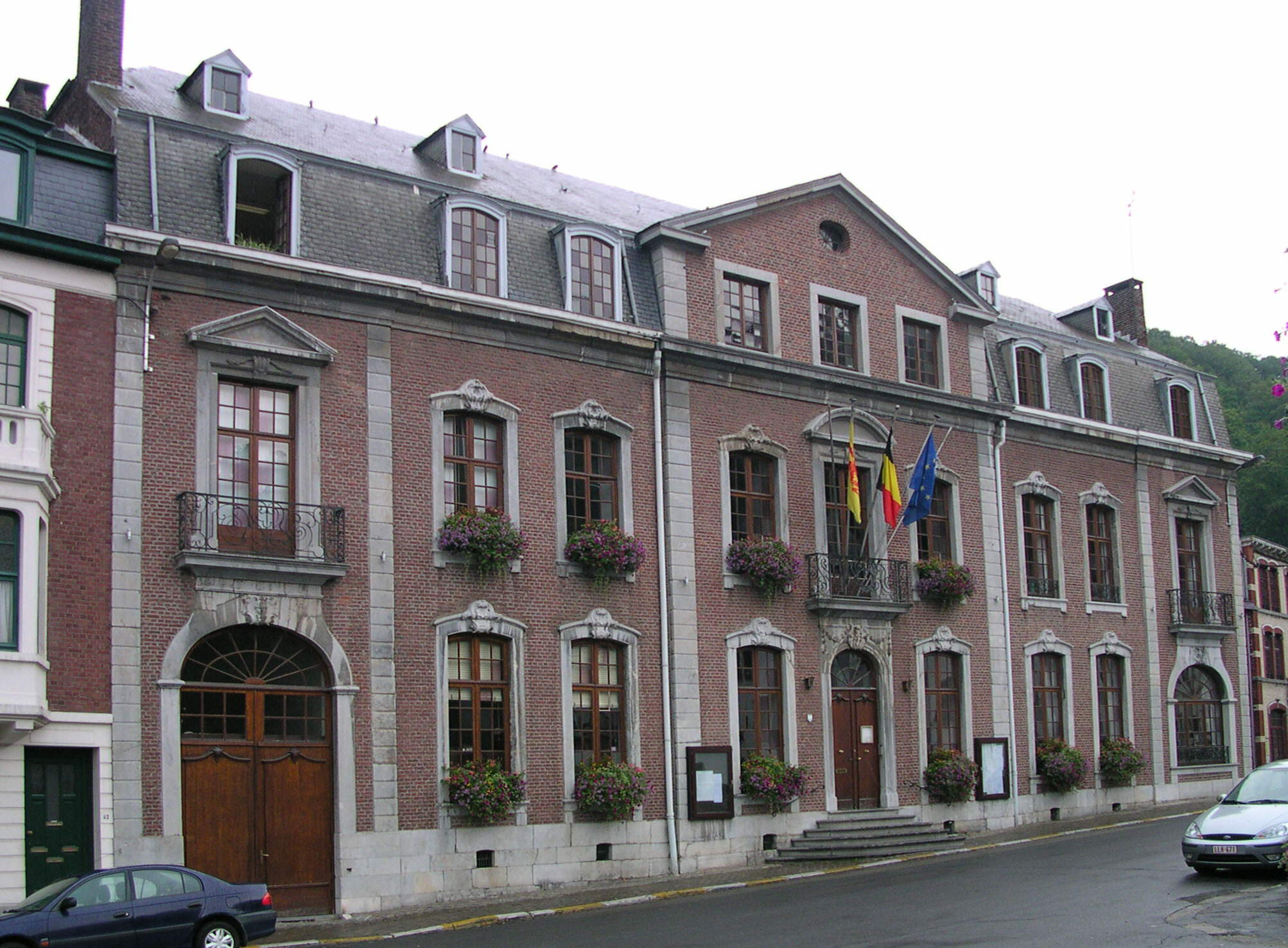
Stadhuis van Spa (Barthélemy Digneffe)
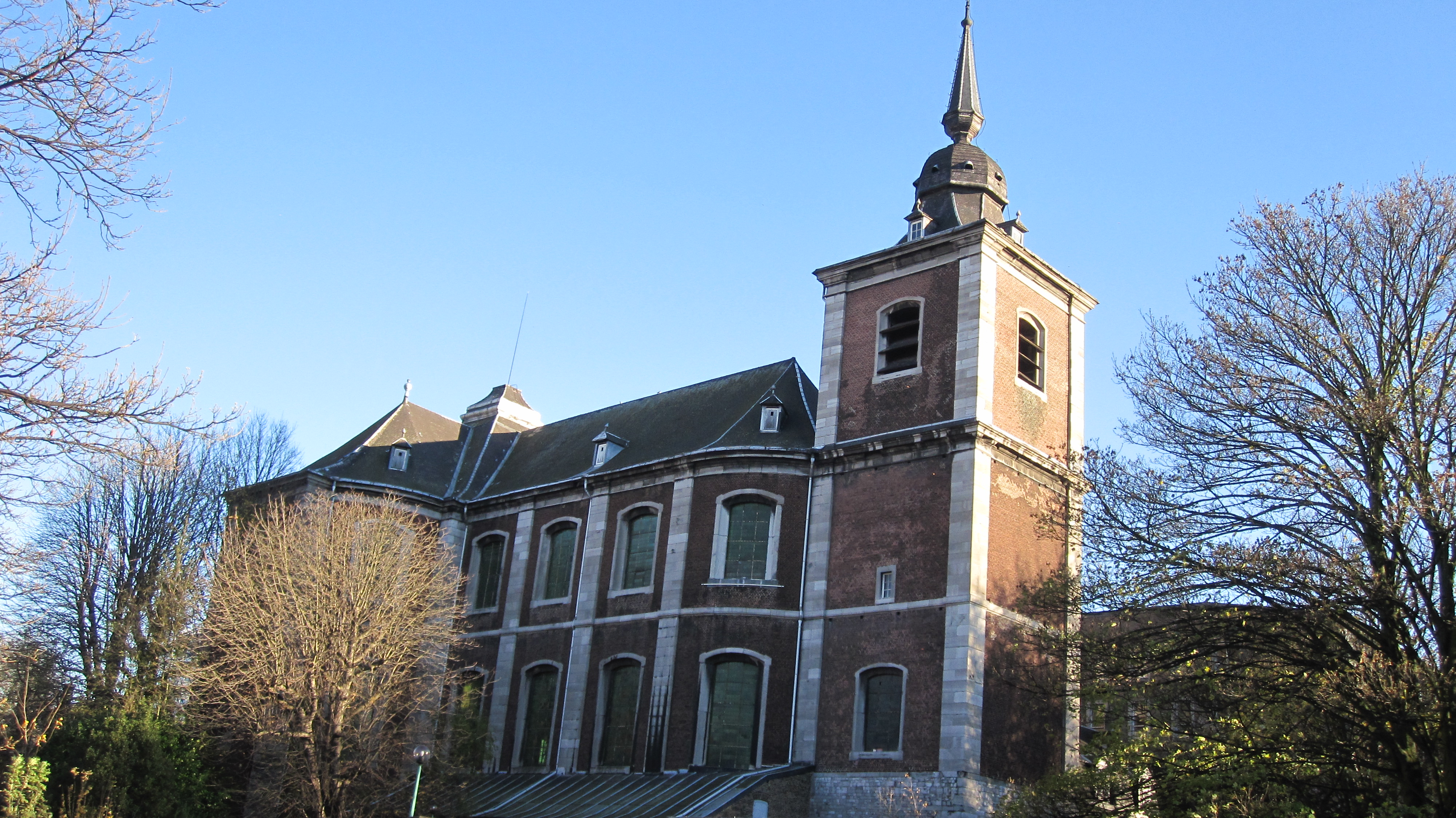
Premonstratenzerkerk, Luik (Barthélemy Digneffe)

## Geboren
januari
- 5 - Constanze Weber, vrouw van Wolfgang Amadeus Mozart (overleden 1842)

februari
- 1 - Christiaan Hendrik Persoon, Zuid-Afrikaans mycoloog

maart
- 24 - Marcos Portugal, Portugese componist (overleden 1830)

mei
- 22 - Henry Bathurst, 3e graaf van Bathurst en Brits politicus (overleden 1834)

juni
- 7 - Cornelius de Jong van Rodenburgh, Nederlands zeevaarder en schrijver (overleden 1838)

augustus
- 12 - George IV, koning van Groot-Brittannië en Ierland

oktober
- 12 - Jan Willem Janssens, Nederlands patriot en minister (overleden 1838)
- 21 - Herman Willem Daendels, leider der patriotten en gouverneur-generaal van Nederlands-Indië
- 27 - Gijsbert Karel van Hogendorp, Nederlands conservatief politicus.

november
- 16 - Petronella Moens, Nederlandse dichteres en romanschrijfster

## Overleden
februari
- 11 - Johann Tobias Krebs (71), Duitse organist en componist

maart
- 18 - Paul II Anton Esterházy (51), Oostenrijks-Hongaars veldmaarschalk

juni
- 13 - Dorothea Erxleben (46), Duits medicus

juli
- 13 - James Bradley (69), Engels astronoom
- 12 - Tsaar Peter III van Rusland wordt onder verdachte omstandigheden om het leven gebracht, vermoedelijk door Aleksej Grigorjevitsj Orlov, de broer van de minnaar van zijn vrouw Catharina.

augustus
- 13 - Johannes Alberti, theoloog uit de Republiek der Zeven Verenigde Nederlanden
- 21 - Mary Wortley Montagu (73), Engelse schrijfster

september
- 17 - Francesco Geminiani (74), Italiaans componist en violist

december
- 14 - Josep Pla (±34), Spaans hoboïst en componist
- 25 - Elisabeth I van Rusland (52), tsarina van Rusland (1741-1761)

datum onbekend
- - Christian Müller (±72), Duits-Nederlandse orgelbouwer